# Giuliano Galoppo
Giuliano Galoppo, né le 18 juin 1999 à Buenos Aires en Argentine, est un footballeur argentin qui évolue au poste de milieu central à River Plate, en prêt de São Paulo FC.

## Biographie

### CA Banfield
Né à Buenos Aires en Argentine, Giuliano Galoppo est formé à l'Atlético de Rafaela et passe également par Boca Juniors avant d'arriver au CA Banfield en 2016. C'est avec ce club qu'il débute en professionnel, faisant sa première apparition en équipe première le 26 novembre 2018 en championnat, face au Racing Club de Avellaneda. Il entre en cours de jeu à la place de Luciano Gómez (en) ce jour-là et les deux équipes se séparent sur un score nul de zéro à zéro.
Galoppo inscrit son premier but en professionnel le 4 novembre 2020 face au CA River Plate. Il est titularisé ce jour-là, et son équipe l'emporte par trois buts à un.

### São Paulo FC
Le 26 juillet 2022, Giuliano Galoppo rejoint le Brésil afin de s'engager avec le São Paulo FC. Il signe un contrat courant jusqu'en juin 2027 et devient le plus gros achat du club brésilien.

### En sélection
En février 2018 il est convoqué avec l'équipe d'Argentine des moins de 19 ans.

## Vie privée
Giuliano Galoppo est le fils de Marcelino Galoppo (en), ancien footballeur argentin.